# New York Film Critics Circle Awards 2011
La 77ª edizione della cerimonia dei New York Film Critics Circle Awards, annunciata il 29 novembre 2011, si è tenuta il 9 gennaio 2012 ed ha premiato i migliori film usciti nel corso del 2011.

## Vincitori e candidati

### Miglior film
- The Artist, regia di  Michel Hazanavicius
- Melancholia, regia di  Lars von Trier
- Hugo Cabret (Hugo), regia di Martin Scorsese

### Miglior regista
- Michel Hazanavicius - The Artist
- Martin Scorsese - Hugo Cabret (Hugo)
- Lars von Trier - Melancholia

### Miglior attore protagonista
- Brad Pitt - L'arte di vincere (Moneyball) e The Tree of Life
- Michael Fassbender - Shame
- Jean Dujardin - The Artist

### Miglior attrice protagonista
- Meryl Streep - The Iron Lady
- Michelle Williams - Marilyn (My Week with Marilyn)
- Kirsten Dunst - Melancholia

### Miglior attore non protagonista
- Albert Brooks - Drive
- Christopher Plummer - Beginners
- Viggo Mortensen - A Dangerous Method

### Miglior attrice non protagonista
- Jessica Chastain - The Tree of Life, The Help e Take Shelter
- Carey Mulligan - Shame
- Vanessa Redgrave - Coriolanus

### Miglior sceneggiatura
- Aaron Sorkin e Steven Zaillian – L'arte di vincere (Moneyball)

### Miglior film in lingua straniera
- Una separazione (جدایی نادر از سیمین), regia di Asghar Farhadi • Iran
- La donna che canta (Incendies), regia di Denis Villeneuve • Canada

### Miglior film di saggistica
- Cave of Forgotten Dreams, regia di Werner Herzog

### Miglior fotografia
- Emmanuel Lubezki – The Tree of Life

### Miglior opera prima
- J. C. Chandor – Margin Call

### Menzione speciale
- Raúl Ruiz